# Kerri Strug
Kerri Allyson Strug (Tucson, 19 november 1977) is een voormalig turnster uit de Verenigde Staten.
Strug won tijdens de Olympische Zomerspelen 1996 in eigen land de gouden medaille in de landenwedstrijd. Tijdens de landenwedstrijd liep Strug tijdens haar eerste sprong een blessure op. Door deze blessure kon Strug niet deelnemen aan de vloerfinale waarvoor zij als eerste was gekwalificeerd.

## Resultaten

### Olympische Zomerspelen
| Jaar | Plaats    | Resultaten      |
| ---- | --------- | --------------- |
| 1992 | Barcelona | landenwedstrijd |
| 1996 | Atlanta   | landenwedstrijd |

### Wereldkampioenschappen
| Jaar | Plaats       | Resultaten      |
| ---- | ------------ | --------------- |
| 1991 | Indianapolis | landenwedstrijd |
| 1994 | Dortmund     | landenwedstrijd |
| 1995 | Sabae        | landenwedstrijd |

1928: Agsteribbe, Burgerhof, De Levie, Nordheim, Polak, Simons, Stelma, Van den Berg, Van den Bos, Van der Vegt, Van Randwijk, Van Rumt ·
1936: Bärwirth, Bürger, Frölian, Iby, Meyer, Pöhlsen, Schmitt, Sohnemann ·
1948: Honsová, Kovářová, Misáková, Müllerová, Růžičková, Šilhánová, Srncová, Veřmiřovská ·
1952: Gorochovskaja, Botsjarova, Minaitsjeva, Oerbanovitsj, Danilova, Sjamrai, Dzjoegeli, Kalintsjoek ·
1956: Manina, Latynina, Moeratova, Kalinina, Astachova, Jegorova ·
1960: Moeratova, Latynina, Astachova, Ljoechina, Ivanova, Nikolajeva ·
1964: Latynina, Astachova, Voltsjetskaja, Zamotajlova, Manina, Gromova ·
1968: Koetsjinskaja, Voronina, Petrik, Karasjova, Toerisjtsjeva, Boerda ·
1972: Toerisjtsjeva, Korboet, Lazakovitsj, Boerda, Saadi, Kosjel ·
1976: Filatova, Grozdova, Kim, Korboet, Saadi, Toerisjtsjeva ·
1980: Davydova, Filatova, Kim, Naimoesjina, Sjaposjnikova, Zacharova ·
1984: Szabo, Cutina, Păucă, Grigoraș, Stănuleț, Agache ·
1988: Baitova, Sjevtsjenko, Strazjeva, Lasjtsjenova, Boginskaja, Sjoesjoenova ·
1992: Boginskaja, Lysenko, Galijeva, Goetsoe, Groedneva, Tsjoesovitina ·
1996: Miller, Dawes, Strug, Moceanu, Phelps, Chow, Borden ·
2000: Răducan, Amânar, Olaru, Boboc, Isărescu, Presăcan ·
2004: Ban, Eremia, Ponor, Roșu, Șofronie, Stroescu ·
2008: Yang, Cheng, Jiang, Deng, He, Li ·
2012: Douglas, Maroney, Raisman, Ross, Wieber ·
2016: Biles, Douglas, Hernandez, Kocian, Raisman ·
2020: Achajmova, Listoenova, Melnikova, Oerazova ·
2024: Biles, Carey, Chiles, Lee, Rivera
- International Standard Name Identifier: 0000 0000 3578 1493
- Library of Congress Control Number: n96094582
- SNAC: w6fb8gc2
- Virtual International Authority File: 41112885
- WorldCat: E39PBJtxfCwxr84DHyc6gMMwYP